# Set
 Ovo je glavno značenje pojma Set. Za druga značenja pogledajte Set (računalna igra).
Set (Seth, Suteh, Setesh ili Seteh) je egipatski bog pustinje, oluja i podzemlja. Kasnija predaja ga je demonizirala pa je postao sličan Sotoni u kršćanstvu. O Setu nam najviše informacija nude brojni zapisi posvjedočeni u Tekstovima piramida, poneki tekstovi sačuvani na papirusima, razni hramski i reljefni ostatci, te u konačnici, velika mitološka priča koju je zapisao Plutarh.

## Set i mit
Govoreći o egipatskoj religiji, moramo biti svjesni da je ona bila izrazito policentrična. U Egiptu je postojalo nekoliko centara teoloških krugova, a među njima je jedan od najpoznatijih bio Heliopol. U ovom teološkom krugu javlja se i bog Set. Prvih devet božanstava, od Atuma, do djece Geba i Nut činilo je Eneadu ili Veliku Devetku Heliopola (pesedjet), koja je dominirala egipatskom religioznom literaturom počevši od Tekstova piramida iz Stare Države, pa sve do Rimskog perioda. Prema Heliopolskom tumačenju, iz praiskonskog oceana - Nuna izišao je Atum. Akt Atumova stvaranja svijeta opisuje se kao „spajanje s desnom rukom“, jer je on sam, a nakon njega slijede ostala božanstva. Nakon Atuma slijede tri generacije bogova koje zaokružuju Heliopolsku teogoniju i kozmogoniju. Atum je, prema tumačenjima iskašljao Šua  - boga prostora i atmosfere, te ispljunuo Tefnut - božicu vlage. Ova dva fluidna božanstva proizvela su sljedeću generaciju bogova. Šu i Tefnut postali su roditelji Geba - boga zemlje (kuriozitet inverzije spolova, zabilježen samo u Egipatskoj mitologiji), te Nut - božicu neba. Ovaj božanski par producirao je treću generaciju bogova. Njihovim rođenjem stvaranje svemira je završeno, te započinje krug mitova koji se odnose na stvaranje svijeta koji je dostupan ljudskoj zamjedbi. Oni rađaju dva muška božanstva, Ozirisa i Seta, te dva ženska božanstva, koje su ujedno i njihove žene, Izidu i Neftis. U egipatskoj religiji ova grupacija bit će najpropulzivnija, ali i najpopularnija. Uz njih se ravnopravno rađa i Horus koji odgovara broju deset. On predstavlja manifestirani svijet, a ubrzo će biti poistovjećen s faraonom. U ovom slučaju definiranje strukturnog rasporeda Velike Devetke iznimno je važno, jer će upravo na temelju hijerarhijskog principa nasljeđivanja Egipatskog prijestolja doći do sukoba između Seta i Ozirisa. Prema Plutarhovu tumačenju, Set je rođen trećeg dana stvaranja, dok je Oziris rođen prvog. Međutim, Set nije rođen na uobičajeni način; iskočio je iz materinskog boka razderavši ga i otvorivši, zadajući mu vrlo jak udarac.  Na ovaj način, Plutarh mu već od samog trenutka njegova rođenja pridaje nasilno obilježje. Poslije kreacije svijeta, egipatskom zemljom vladale su božanske dinastije u sukcesiji. Prvi vladar Egipta bio je sam sunčani bog, Atum-Ra (Atum je zbog političkih konotacija vrlo brzo poistovjećen s Raom). Prema predaji, u određenom trenutku, vladanje Raa na zemlji je završilo, a vladarsko mjesto prepušteno je Gebu. Geba je naposljetku naslijedio njegov prvorođeni sin Oziris.
Aluzije na mit o Ozirisu su brojne, ali sam mit o njegovoj smrti i uskrsnuću Egipćani nikad nisu zapisali u cijelosti; tek ga je Grk Plutarh popisao negdje u 2. stoljeću poslije Krista, upotpunjujući ga svojim brojnim komentarima i usporedbama u kojima je povlačio paralele s grčkom mitologijom. Upravo je Set nerazdruživo povezan s jednom od najpoznatijih egipatskih mitskih priča; ubojstom Ozirisa i sukobom s Horusom.

#### Umorstvo Ozirisa
Čitajući mit o Ozirisu nameće se jasan zaključak da ovaj bog svoju popularnost velikim dijelom duguje humanosti samog mita. On je jedini egipatski bog koji doživljava smrt. Prema priči, Oziris je u narodu ostao zapamćen kao veličanstven i dobar kralj čija je vladavina bila dobra, sretna i uspješna. Oziris je iskorijenio kanibalizam među ljudima, te ih je poučio poljodjelstvu - esencijalnoj djelatnosti za preživljavanje unutar egipatskog podneblja. Ljude je naučio uzgajati žito, ječam i vinovu lozu, praviti vino i pivo. Egipćane je učio štovanju bogova, a uveo je razne ceremonije, te je ljudima dao različite zakone. Civilizirajući Egipat, Oziris je odlučio početi širiti znanje i civilizirati i druge zemlje; upravljanje Egiptom povjerio je supruzi Izidi, a boga Tota zadužio je da joj pomaže.  Međutim, njegov brat Set postao je ljubomoran na njegovu vlast, pa ga je odlučio svrgnuti. Dok je Oziris bio na putovanju po svijetu, Set se nije usuđivao povući nikakav potez, jer je Izida pod svojom kontrolom držala svu vlast. Međutim, pri povratku s putovanja Set mu je postavio zasjedu uz pomoć etiopske kraljice Aso i sedamdesetdvojice zavjerenika.  Za mjesto napada na bratov život odabrao je veliku proslavu u čast Ozirisova trijumfalnog povratka.
Prema priči, Set je tajno uzeo mjeru Ozirisova tijela i za predstojeću gozbu u čast povratničkog kralja odredio da se pripremi prekrasno uređen sarkofag. Set je lukavo namamio Ozirisa u smrt, jer je obećao kovčeg onom uzvaniku kojem bude odgovarao po veličini. Nakon što se većina uzvanika izmijenila pokušavši ući u sarkofag, na red je došao i Oziris. Čim je stupio u kovčeg, Set ga je sa svojim pomagačima zatvorio i zakovao. Zapečaćeni kovčeg odnijet je do rijeke, gdje je otisnut prema moru tanitskim rukavom Nila koji je još i danas poznat kao „prokleti“, a preziru ga svi Egipćani  (dakako, Plutarh ovdje misli na vlastito vrijeme). Druge inačice mita navode da je Set ubio Ozirisa udarcem šake, ili, pak, utapanjem u vodi.
Saznavši za nemili događaj, Izida se nije željela tako lako pomiriti sa smrću svojeg supruga. Potraga za dragocjenim sarkofagom odvela je preko Mediterana do Biblosa, gdje je voda odnijela kovčeg, zaustavivši ga na grmu tamarisa (ovaj detalj priče vjerojatno se može dovesti u vezu s političkim i trgovačkim vezama koje je počela gajiti još Stara Država). Pronašavši tijelo, Izida ga je sakrila na neko udaljeno mjesto. 
Ipak, Set je jedne noći loveći na mjesečini pronašao sarkofag, te je, prepoznavši kovčeg raskomadao tijelo na četrnaest komada, koje je razbacao po cijelom Egiptu. Izida se opet dala u potragu, sada uz pomoć Setove supruge Neftis, dok im je Ra u pomoć poslao još i boga nekropole - Anubisa, da im pripomogne u procesu balzamiranja. Porazbacane dijelove Ozirisa Izida je pronalazila na raznim mjestima, gdje je uspostavljala hramove njegova štovanja. Tijelo supruga obnovila je gotovo u cjelini, no nedostajao je samo falus, kojeg je pojela riba oxyrrynchos.  Izida sad koristi svoje magične moći da iz mrtvog kralja izvuče sjeme plodnosti, kojim je začela sina. To je bio Horus koji će povesti bitku protiv Seta i u konačnici dovesti do njegova pada. Oziris tada postaje kraljem zagrobnog života, a Horus će, skrivajući se u močvarama delte, odrastati i spremati za trenutak kada će povesti bitku protiv strica i uzeti za sebe očevinu, prijestolje i zemlju, koja mu je po legitimnom pravu pripadala.

#### Borba s Horusom
Scenarij bitke sačuvan nam je u velikom dramskom tekstu iz hrama u Edfuu. Set u borbi postaje polimorfan, poprimajući različita obličja, ili je u borbu slao vlastite dvojnike koji su zapravo bili emanacije setovskih snaga. U mnogim bitkama Horus će nadvladati brojne opasnosti, te pogubiti različite životinje i manifestacije Seta. Čak će i sami bogovi biti osakaćeni; Set će Horusu iskopati oko, dok će Horus kastrirati Seta. Naposljetku je u borbi ipak nadvladao Horus. Međutim, Set se s određenim tužbama pojavio na tribunalu bogova u Heliopolu gdje je zatražio prijestolje Egipta za sebe, pravdajući se da je Horus nezakonit Ozirisov sin.  Tribunal bogova je ipak presudio u korist Horusa, te je on vladao kraljevstvom, plodnim i sretnim dijelom Egipta, dok je Set dobio gospodstvo nad pustinjama i stranim zemljama, te je prihvatio ulogu zaštite Raa. Tekstovi piramida govore o još jednom poniženju: Set je trebao uzdignuti Ozirisa na vlastita leđa i nositi ga, na taj način stvarajući „prijestolje“ za potvrđenog kralja.  Kao što je već spomenuto, Oziris potom preuzima kraljevanje nad zagrobnim životom, dok će na njegovom prijestolju sada sjediti Horus. Mitološku predaju slijedila je i politika na ovostranome svijetu; prilikom smrti, umrli faraon postajao je Oziris, dok je novi faraon bio identificiran s Horusom, često se nazivajući i „Horusom živih“.
Ovaj klasičan primjer mita najvjerojatnije predlaže shemu cikličkih kultova vezanih za umiranje i ponovno obnavljanje prirode kakve je moguće pronaći u mnogim svjetskim mitovima. Sukob u kojem bog negativnih sila ubija boga plodnosti slijedi kriza poretka, čiji će red obnoviti mladi sin ubijenog kralja. Stoga se može zaključiti da mit na neki način simbolizira samu borbu čovjeka sa svakodnevnim izvanjskim opasnostima. Božanska podjela ocrtava se i u teritorijalnom pogledu. Promatrajući Egipatsku geomorfologiju, svaki istraživač svjestan je apsolutne važnosti Nila za Egipatsko društvo. Nil je bio dar života za Egipćane, arterija koje je donosila vodu za održavanje biljaka, životinja i cjelokupne ljudske populacije. Suprotnost vodenog bogatstva i bezvodne pustinje bila je razlika između života i smrti. Egipćani su plodnu zemlju nazivali Kemet „crna zemlja“, a Deshret, crvena zemlja, predstavljala je smrtno područje Saharske pustinje.  U razdiobi ovozemaljskog pijesak je tvar pustinje, suhoće, neplodnosti, diže se i napada čovjeka s pogubnim vjetrovima, u njegovu je kovitlanju bog razora Set.  Širenjem pustinje potiskuju se plodne oranice, smanjuje se površina „crne zemlje“ a raste područje „crvene zemlje“. Nad tim je područjem Set odsada vršio svoje gospodstvo. Stoga nije ni čudno da Plutarh u svom djelu ovako opisuje izgled dvaju bogova: „Set je imao bijelu put i crvenu kosu i oči, dok je Oziris bio crn“. 
Ipak, prema presudi božanskog suda, Set je dobio značajnu ulogu zaštite samog Raa. Unutar ovog mitskog motiva Set je definitivno imao pozitivnu ulogu; stajao je na čelu sunčane barke u službi borca protiv neprijatelja Raa. Ra se nalazio u velikoj opasnosti jer ga je na putu čekao njegov iskonski neprijatelj, zmija Apofis, koja je nastojala progutati Sunce. Set je s pramca broda onemogućio zmiju u njenom naumu, probovši je kopljem.

## Ikonografija
Set je u ikonografskom smislu bio prikazivan u animalnom i teriomorfnom obliku. Stvorenje koje ga prikazuje do danas nije definirano u cijelosti. Predstavljala ga je u određenom smislu neka vrst kompozitne životinje koju danas znanstvenici nazivaju „Setovom životinjom“. Ova životinja je tijelom prilično slična magarcu s izduženom njuškom i velikim uspravnim ušima, te repom koji se pred kraj račva.  Uz njega su se još vezivali i magarac, svinja, zmija i riba. Set je također, kao i mnogi drugi egipatski bogovi mogao biti prikazan u formi čovjeka s ljudskim tijelom, ali glavom ove životinje - tj. u teriomorfnom obliku. Unutar prikaza, Set u jednoj ruci drži ankh, a u drugoj žezlo. Setova životinja javlja se od najranijih razdoblja egipatske povijesti uz još neke bogove. Tako npr. postoji prikaz njegove životinje na jednoj od najpoznatijih artefakata za proučavanje rane Egipatske povijesti, glavi toljage kralja Škorpiona.  Setova životinja stoji ponad noma Juga koje su pobjedničke nad nomama Sjevera. Također, brojne životinje bile su simbolički povezivane sa Setom. Primjerice, crveni vol i pustinjski oriks bile su česte žrtvene životinje koje su svojom smrću simbolizirale trijumf nad Setom.  Analogno tome, nilski konj je za Egipćane bio simbol destruktivne moći, i kao takav je bio Set, kojeg je trebalo pogubiti. Kraljevski lov na nilske konje, koji je simbolizirao pobjedu Hora nad Setom može se pronaći još na reljefima vezanim uz I. dinastiju.  Veliki tekst u Edfuu počinje didaskalijom koja kaže:
Zabiti oružje u glavu hipopotama na dobrom mjestu.
To je Hor, koji stigavši da svoje snage postaje osvetnik svoga oca.

## Političke implikacije
Štovanje Seta u Gornjem Egiptu prilično je staro, a u najranijim danima bio je smatran dobrotvornim bogom koji je bio u službi preminulih. Kad su njegovi štovatelji u nekom neodređenom vremenu došli u sukob s kultom Horusa, izgubili su političku bitku, te je njegov utjecaj opao.  Sukobe političko-božanske naravi jasno možemo pratiti kroz serekhe - rane forme prezentiranja kraljevskih imena u obliku kvadratne ploče s istaknutim faraonskim simbolom.  Prvi put zabilježen je kod Narmera. U njemu je bilo upisano tzv. Horusovo ime, jedno od pet velikih imena koje je nosio faraon. U vrijeme faraona prve i dijela druge dinastije, serekh je tradicionalno bio “okrunjen” sokolom - simbolom Horusa. Međutim za vrijeme četvrtog faraona druge dinastije došlo je do određene promjene. Faraon je isprva nosio ime Sekhemib, i ponad njegova serekha nalazio se sokol. Međutim, unutar njegove vladavine došlo je do promjene; faraon sad više nije nosio Horusovo ime, već Setovo - Seth Peribsen.  Analogno tome na njegovom serekhu sada pronalazimo Setovu životinju, a ne više sokola. Ovaj ozbiljni pomak vjerojatno je uzrokovan političko-božanskom naravi, koja je legitimaciju tražila u mitskom sukobu Horusa i Seta. Nije naodmet spomenuti i mogućnost prema kojoj je Sekhemib ispustio Horusovo ime i zamijenio ga Setovim - božanstvom juga zbog obnove unutarnjeg raskola i ponovne podjele na Gornji i Donji Egipat, pa je moguće da je ovaj faraon vladao samo na jugu, dok je sjeverni dio zemlje imao vlastitog vladara. 
Ipak, sljedeći vladar Khasekhemwy bio je svojevrstan vjerski diplomat i pomiritelj sukobljenih strana. Prema jednoj teoriji, prvotno ime faraona bilo je Khasakhem, koji je nakon što je ugušio različite pobune i ponovno ujedinio obje zemlje promijenio ime. Iznad njegova serekha nalaze se i sokol i Setova životinja, dok samo ime faraona u prijevodu znači „Dva Moćna su se pojavila“, na taj način jasno asocirajući podjednaku važnost dvaju božanstava. Ipak, nakon ovog vladara, koji je ujedno zadnji predstavnik II. dinastije, Setovo ime iščezava. Iako gubi ovu čast, Set ovim činom nikad nije bio odvojen od spominjanja uz kraljevske dužnosti. 
Reljefi Stare i Srednje Države prikazuju Seta i Horusa kao ravnopravne bogove. Oni zajedno vode zarobljenike faraonu i zajedno čine simboličke geste koje predstavljaju samtaui ili ujedninjenje dviju zemalja, ovijajući biljke Sjevera i Juga oko amblema ujedinjenja, što je označavalo temelj božanskog poretka.  U tekstovima piramida snaga faraona nazivana je „Set od Nubeta“, po jednom od njegovih hramova. O faraonu Tutmozisu III. govori se da je „on voljen od Seta“.  Ramzes II. bori se kod Kadeša, na rijeci Oront, kao Set koji je Baal na bojnom polju.  U vrijeme faraona Tutmozisa I. i Tutmozisa III. o vojnicima se u hvalospjevima govori da su „bijesni poput Seta“ što sugerira ratničku moć. Setovo izvorišno područje jest noma Tanisa, gdje se on uporno štovao, bez obzira na to koji je bog u kojem trenutku bio politički dominantan. Ovo je samo jedan od brojnih primjera polivalentnosti Egipatske vjere. Tri faraona, dva iz XIX. dinastije (Seti I. i Seti II.) te faraon XX. dinastije (Setnakht) nose njegovo ime. Obitelj faraona Setija I. potjecala je iz nome Tanisa. Set je bio tradicionalno povezan s ovim područjem, pa nije ni čudno da je činio teoforička imena nekolicine faraona u ovom periodu. Na ovaj način, ovi su faraoni ugrađivali ime božanstva u svoje vlastito, zazivajući njegovu zaštitu. Poveznica vladarske obitelji sa Setom ogleda se i u činjenici da je Ramzes II., Setijev sin, sudjelovao u posveti četiristogodišnjice Setova hrama u Avarisu.  U novopodignutoj prijestolnici, Pi - Ramzesu, Set je imao središte svoga kulta.
Kad su Hiksi provalili u Egipat, osnovali su svoju prijestolnicu u Avarisu, koji se nalazio u nomi Tanisa. Stoga nije nikakvo čudo da su za svoje glavno božanstvo uzeli Seta, kojeg su poistovjetili s vlastitim ratničkim božanstvom, bogom Sutekhom. Poznata je i epizoda kada se jedan od faraona Hiksa, Apepi, žali faraonu Sekenrerau (faraonu na jugu) na buku koju proizvode tebanski nilski konji. Stoga je Apepi poveo rat, o kojemu fizički svjedoči sama deformirana mumija Sekenreraa na kojoj se jasno očituje fizičko nasilje.  U ovoj priči jasno se razabire da je vladar Hiksa nezadovoljan ponašanjem faraona nad kojim je nastojao vršiti nadzor. Aluzije na ubojstva životinja koje su simbolički povezane sa Setom jasno govore o nastojanju da se faraon na jugu suprotstavljao prevlasti Hiksa.
Setov svojevrstan pad — ako ga možemo tako nazvati, odvio se u razdoblju posljednjeg tisućljeća prije Krista, nakon što je doživio znatnu revitalizaciju za vrijeme XIX. dinastije. Smatra se da Set je od XXII. dinastije postao omraženo božanstvo u Egiptu, iako tome nije dokazan uzrok. Mnogi njegovi likovi brisani su s reljefa i mijenjani prikazima nekih drugih božanstava, dok je njegov pravi značaj polagano izblijedio.

## Vanjske poveznice
|  | Zajednički poslužitelj ima još gradiva o temi Set |